# Euonymus parasimilis
Euonymus parasimilis är en benvedsväxtart som beskrevs av Ching Yung Cheng och J.S. Ma. Euonymus parasimilis ingår i släktet Euonymus och familjen Celastraceae. Inga underarter finns listade.